# Vincent Arnardi
Vincent Arnardi (né le 10 juillet 1957) est un ingénieur du son français, nommé pour l'Oscar du meilleur mixage de son pour Le Fabuleux Destin d'Amélie Poulain.

## Biographie
Vincent Arnardi a travaillé aux bandes sonores de plus de 200 films depuis 1978. Il collabore en particulier avec Jean-Pierre Jeunet depuis son premier long métrage, Delicatessen, avec l'exception de Alien, la résurrection qui avait été tourné aux États-Unis avec des techniciens américains. Il avait commencé dans le métier dans les films de Jacques Bral, avec le mixeur Jean Nény qui lui a beaucoup appris.

## Filmographie partielle
- 1991 : Génération Oxygène de Georges Trillat
- 1991 : Delicatessen de Marc Caro et Jean-Pierre Jeunet
- 1992 : Le Ciel de Paris de Michel Béna
- 1998 : Taxi de Gérard Pirès
- 1999 : Les Enfants du siècle de  Diane Kurys
- 2001 : Le Fabuleux Destin d'Amélie Poulain de Jean-Pierre Jeunet
- 2002 : Le Défi de Blanca Li
- 2004 : Un long dimanche de fiançailles de Jean-Pierre Jeunet
- 2007 : 12 de Nikita Mikhalkov
- 2009 : Micmacs à tire-larigot  de Jean-Pierre Jeunet
- 2010 : Un jour mon père viendra de Martin Valente
- 2012 : Le noir (te) vous va si bien de Jacques Bral
- 2012 : Kids Stories de Siegfried
- 2013 : L'Extravagant Voyage du jeune et prodigieux T. S. Spivet de Jean-Pierre Jeunet
- 2018 : La Guerre d'Anna (Война Анны, Voïna Anni) d'Alekseï Fedortchenko

## Distinctions
- Nommé lors de la 17e cérémonie des César pour Delicatessen
- Nommé lors de la 27e cérémonie des César pour Le Fabuleux Destin d'Amélie Poulain
- Nommé lors de la 30e cérémonie des César pour Un long dimanche de fiançailles
- Nommé pour l'Oscar du meilleur mixage de son pour Le Fabuleux Destin d'Amélie Poulain
- César du meilleur son en 1999 pour Taxi